# 徐明 (萬曆進士)
徐明（16世紀—1590年代），字從愚，號對華，陕西鳳翔府岐山县人，明朝政治人物。同进士出身。

## 生平
徐衡之子，萬曆十年（1582年）壬午科陕西乡试第二十七名举人，萬曆二十三年（1595年）乙未科會試第一百九十三名，廷試三甲第一百九十名进士，兵部觀政，二十四年六月授山西聞喜縣知县，二十七年五月丁母忧，轉任确山县，升任刑部主事，不久去世，人們都為他可惜。

## 家族
曾祖徐海。祖父徐福。父徐衡，字大經，號奥山，嘉靖庚子舉人，官高唐、應州二州知州，祀乡贤。前母杜氏；母周氏（1516年-1599年）。兄徐动（壽官）、徐變（省祭）、徐化（禮官）、徐登（医学训科）、徐扬（庠生）。
娶苟氏，子世昌、世茂、祖铉、企幹。